# Wurtemberg-Hohenzollern
1945–1952
Entités précédentes :
- République populaire de Wurtemberg
- Hohenzollern

Entités suivantes :
- Bade-Wurtemberg

Le Wurtemberg-Hohenzollern (Württemberg-Hohenzollern) était un Land allemand créé en 1945 par les autorités militaires de la zone d’occupation française et qui comprenait l’ancienne province de Hohenzollern et le Sud de l’ancienne république populaire de Wurtemberg (le Nord était sous occupation américaine et constituait le district de Wurtemberg-du-Nord). Sa capitale était Tübingen.
Le Wurtemberg-Hohenzollern est l’un des onze Länder fondateurs de la République fédérale d’Allemagne, le 23 mai 1949. En 1952, il a été fusionné avec les Länder de Wurtemberg-Bade et de Bade pour créer le Bade-Wurtemberg.

## Ressources

### Origine du texte
- (de) Cet article est partiellement ou en totalité issu de l’article de Wikipédia en allemand intitulé « Württemberg-Hohenzollern » (voir la liste des auteurs).